# Ammortamento con quote di accumulazione a due tassi
L'ammortamento con quote di accumulazione a due tassi (o americano), detto anche a due tassi, nasce da un metodo di ammortamento alquanto diverso dagli altri poiché coinvolge due operazioni, una di finanziamento e l'altra di investimento.
La rata viene così scissa in due parti. La prima destinata a sostenere il costo degli interessi del prestito, il cui debito rimane invariato per tutto il tempo. L'altra indirizzata ad un piano di accumulo retribuito ad un tasso differente, di solito inferiore.
L'obiettivo è che al termine dell'operazione le somme capitalizzate nell'ambito dell'investimento, denominate "fondo di ammortamento", diano origine ad un importo pari al debito contratto, che potrà così essere estinto.
I due tassi stanno ad indicare che di norma ci sono due interessi distinti legati allo svolgimento parallelo delle due operazioni (rimborso globale con interessi periodici e costituzione di un capitale).
Un tasso è quello secondo il quale vengono capitalizzate le quote di accumulazione (tasso i’ di accumulazione per l'operazione di costituzione del capitale S) e l'altro è il tasso tecnico di remunerazione secondo il quale si calcolano le quote d'interesse del prestito (tasso i di remunerazione per l'operazione di rimborso prestito).
Il debitore paga ogni anno una quota d'interesse (si ipotizza posticipata) pari a:
{\displaystyle I_{k}=I=Si}  con k= 1, 2,.., n
e la quota di accumulazione(costante) pari a:
{\displaystyle Q_{k}=Q}    con k= 1, 2,.., n
La somma totale delle quote deve ricostituire la somma S.
Nota: se i’ = i si ha che la rata di ammortamento periodale calcolata, coincide con quella dell'ammortamento di tipo francese.